# Nowotwór

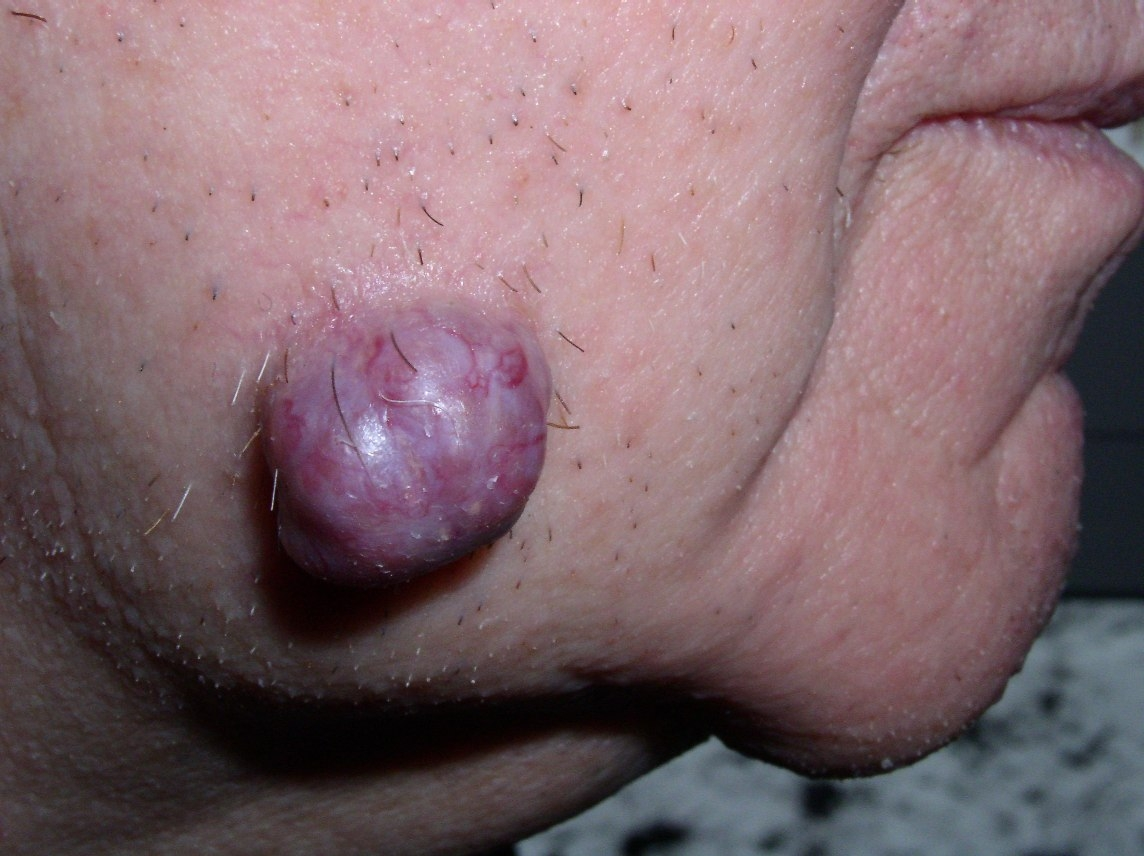
Przykład łagodnego guza nowotworowego gruczołów potowych policzka (gruczolak)

Nowotwór (łac. neoplasma, skrót npl., od stgr. νέος, nowy, i πλάσμα, twór, wytwór, kształt) – grupa chorób, w których komórki organizmu dzielą się w sposób niekontrolowany, a nowo powstałe komórki nowotworowe nie różnicują się w typowe komórki tkanki. Utrata kontroli nad podziałami jest związana z mutacjami genów kodujących białka uczestniczące w cyklu komórkowym: protoonkogenów i antyonkogenów. Mutacje te powodują, że komórka wcale lub niewłaściwie reaguje na sygnały z organizmu. Powstanie nowotworu złośliwego wymaga kilku mutacji, stąd długi (ale najczęściej bezobjawowy) okres rozwoju choroby. U osób z rodzinną skłonnością do nowotworów część tych mutacji jest dziedziczona.
Dziedzinami medycyny zajmującymi się rozpoznawaniem i leczeniem chorób nowotworowych są onkologia, chirurgia onkologiczna, patomorfologia (szczególnie histopatologia oraz cytopatologia).

## Statystyki

Procentowy udział różnych nowotworów złośliwych w zgonach w Polsce w 2020 roku.

Międzynarodowa Agencja Badań nad Rakiem szacuje, że na świecie w 2008 na nowotwory zachorowało 12,7 mln osób, a 7,5 mln zmarło w wyniku choroby nowotworowej. W Europie co roku chorobę nowotworową rozpoznaje się u 1,7 mln osób, a około 965 tysięcy ludzi umiera z jej powodu. W Polsce rocznie notuje się w przybliżeniu 150 tysięcy zachorowań i 90 tysięcy zgonów spowodowanych rakiem. Statystyki pokazują więc, że nowotwory stanowią poważny problem zdrowotny i społeczny.

## Cechy komórki nowotworowej
Za cechy odróżniające komórki nowotworowe od komórek „normalnych” przyjmuje się:
- nieograniczony potencjał replikacyjny
- wytwarzanie własnych czynników wzrostowych
- niewrażliwość na zewnętrzne czynniki hamujące wzrost
- zakłócenie mechanizmów apoptotycznych
- zdolność tworzenia przerzutów nowotworowych i do angiogenezy (tworzenia własnej sieci naczyń krwionośnych)
- „ucieczkę” spod nadzoru immunologicznego
- metaboliczne przeprogramowanie podczas hipoksji
- indukowanie stanu zapalnego
- genomową niestabilność[4][5].

## Mechanizmy immunologiczne obrony przeciwnowotworowej
Do mechanizmów immunologicznych obrony przeciwnowotworowej należą między innymi:
- cytotoksyczność komórkowa zależna od przeciwciał[6]
- cytotoksyczność limfocytów Tc[6]
- cytotoksyczność pobudzonych neutrofilów i makrofagów[6]
- aktywność cytokin (w tym interleukin, interferonów, chemokin, nadrodziny TNF)[6]
- cytotoksyczność przeciwciał zależna od dopełniacza[6]

## Etapykancerogenezy
1. działanie czynników rakotwórczych
2. mutacja
3. intensywne mitozy zmienionych komórek
4. rozrost na zdrowe tkanki
5. angiogeneza
6. migracja
7. tworzenie przerzutów nowotworowych

## Rodzaje nowotworów
- nowotwór łagodny (neoplasma benignum)
- nowotwór złośliwy (neoplasma malignum)
- nowotwór miejscowo złośliwy

Inna klasyfikacja – oparta na zależności od rodzaju tkanki, z jakiej wywodzą się nowotwory – dzieli je na dwa typy:
- nabłonkowy – zlokalizowany w nabłonku, czyli tkance wyścielającej m.in. przewód pokarmowy, gruczoły, układ oddechowy, czy tworzące skórę. Nowotwory nabłonkowe niezłośliwe to przykładowo gruczolak, brodawczak – noszące nazwę pochodzącą od typu nabłonka, z którego wywodzi się zmiana. Dla złośliwych nowotworów nabłonkowych wprowadzono pojęcie raka, które dotyczy tylko tej grupy chorób. Jego nazwę tworzy się od rodzaju nabłonka macierzystego (rak gruczołowy czy rak kolczystokomórkowy).

- nienabłonkowy – w przypadku łagodnych nowotworów nienabłonkowych nazwy jednostek chorobowych tworzy się przez przekształcenie nazwy tkanki, z której wywodzą się nowotwory, na przykład mięśniak, tłuszczak.

W przypadku zmian złośliwych nienabłonkowych rozróżnia się według pochodzenia:
- z tkanek miękkich i kości – mięsaki: m.in.: mięsak naczyniowy (naczyniakomięsak), mięsak tłuszczakowy (tłuszczakomięsak).
- z komórek barwnikowych – czerniaki: m.in.: czerniak skóry, czerniak błon śluzowych, czerniak oka,
- z układu krwiotwórczego zależnie od lokalizacji pierwotnej komórki nowotworowej: chłoniaki (wywodzące się z układu chłonnego), białaczki (wywodzące się z komórek krwiotwórczych, znajdujących się w szpiku kostnym)
- z tkanki nerwowej – pierwotne nowotwory ośrodkowego układu nerwowego i pochodzące z obwodowego układu nerwowego[8].

## Diagnostyka
Niezbędnym do rozpoznania choroby rozrostowej jest badanie lekarskie.
Badania dodatkowe mające znaczenie w diagnostyce nowotworów możemy podzielić na:
Badania obrazowe (służące głównie diagnostyce różnicowej) do których należą m.in.:
- ultrasonografia
- tomografia komputerowa
- obrazowanie metodą rezonansu magnetycznego
- pozytonowa tomografia emisyjna
- mammografia
- tomografia emisyjna pojedynczych fotonów.

Badania histopatologiczne (służące głównie potwierdzeniu rozpoznania chorobowego): 
- badanie histopatologiczne – mikroskopowe badanie masy komórkowej pobranej w czasie biopsji bezpośredniej lub gruboigłowej.
- rozmaz – mikroskopowe badanie pojedynczych komórek pobranych w czasie biopsji cienkoigłowej lub pobranych jako wymaz np. z szyjki macicy (badanie nosi wtedy nazwę "cytologii szyjki macicy").

## Leczenie
W leczeniu stosuje się:
- metody miejscowe: 
  - radioterapię
  - leczenie chirurgiczne
- metody ogólnoustrojowe: 
  - chemioterapię
  - hormonoterapię
  - terapię biologiczną (immunoterapię, inhibitory angiogenezy i czynniki wzrostu, terapię genową).

### Leczenie skojarzone
Nowotwór może być chorobą ogólnoustrojową (to znaczy dotykającą wiele tkanek i narządów lub zajmującą całe ciało) w chwili rozpoznania, mimo braku klinicznych cech rozsiewu. Z tego względu obecnie w onkologii dominuje koncepcja leczenia skojarzonego. Obejmuje ono – w różnych sekwencjach – chirurgię, radioterapię i metody ogólnoustrojowe. Przemawia za nim:
- współdziałanie przestrzenne przez miejscowe niszczenie guza pierwotnego i ogólnoustrojową eliminację hipotetycznych, odległych ognisk nowotworu
- działanie promieniouczulające (dotyczy skojarzenia chemioterapii i radioterapii) niektórych leków cytostatycznych, co podnosi skuteczność promieniowania jonizującego
- niezależne niszczenie z natury heterogennych nowotworów – przy niepodatności na jedno oddziaływanie skuteczną może okazać się druga metoda[11].

### Psychoonkologia
W terapii onkologicznej należy również brać pod uwagę procesy psychologiczne zachodzące u pacjenta w związku z chorobą. Łagodzeniu lub usuwaniu psychologicznych następstw diagnozy oraz poszczególnych etapów choroby u pacjenta i jego rodziny służy psychoonkologia. Pomaga ona pacjentom rozeznać, nazwać i zaakceptować pojawiające się u nich emocje oraz opanować towarzyszący chorobie stres. Nastawienie psychiczne odgrywa istotną rolę w procesie zdrowienia. Z naukowego punktu widzenia pozytywne emocje oddziałują bezpośrednio na układ odpornościowy. Informacja o przeżywanych uczuciach jest bowiem wysyłana z układu limbicznego mózgu – za pośrednictwem impulsów elektrycznych, neuroprzekaźników i hormonów – do tych części układu odpornościowego, gdzie powstają i dojrzewają limfocyty. W ramach psychoonkologii prowadzona jest też psychoedukacja chorych i personelu medycznego celem zbudowania właściwej relacji lekarz-pacjent w toku leczenia.

### Dietoterapia
Zgodnie z danymi amerykańskiego Narodowego Instytutu Raka, 20–40% chorych umiera z przyczyn związanych z niedożywieniem, a nie z powodu choroby nowotworowej, a u 80% pacjentów z chorobą nowotworową rozwija się niedożywienie. Niedożywienie nasila proces wyniszczenia nowotworowego (kacheksji), który charakteryzuje się przewlekłym procesem zapalnym, prowadzi do nasilenia procesu glukoneogenezy w wątrobie. Resynteza glukozy następuje z mleczanów wydzielanych przez komórki guza, glicerolu powstałego z rozpadu kwasów tłuszczowych oraz alaniny powstałej z rozpadu tkanki mięśniowej. Glukoneogeneza jest procesem energochłonnym i przyczynia się do wyniszczenia nowotworowego. Stąd zabiegi dietoterapeutyczne u pacjentów onkologicznych mogą przynieść pozytywne efekty u osób, u których nie stwierdzono kacheksji. Natomiast dobry ogólny stan pacjenta zwiększa też szansę powodzenia leczenia chirurgicznego. Prowadzone są również badania nad związkiem diety z rozwojem i hamowaniem choroby nowotworowej. Wykazano, że hiperglikemia poposiłkowa, czyli wysokie stężenie wolnej glukozy we krwi po posiłku, wpływa w sposób znaczący na wzrost i proliferację komórek nowotworowych, które czerpią energię z węglowodanów. Przedmiotem analiz jest możliwość poddawania pacjentów onkologicznych diecie niskowęglowodanowej, a zwłaszcza diecie ketogennej. 

### Obserwacja po zakończonym leczeniu
Po zakończonym leczeniu onkologicznym wymagana jest obserwacja stanu zdrowia pacjenta. Działania te służą:
- ocenie wczesnych i późnych ubocznych efektów leczenia
- ocenie potrzeby wdrożenia leczenia wspomagającego
- monitorowaniu efektów leczenia
- wzmożeniu czujności onkologicznej nakierowanej na wczesne wykrycie wznowy i/lub innego nowotworu.

Jednym z głównych wskaźników określających skuteczność terapii jest czas przeżycia (OS, od ang. overall survival), oceniany w postaci mediany lub jako odsetek chorych żyjących przez określony czas (5 lat od rozpoczęcia leczenia). Niekiedy, zwłaszcza w ocenie leczenia adiuwantowego, określa się czas do nawrotu choroby (DFS, od ang. disease-free survival). Wydłużenie OS i DFS uzasadnia stosowanie danego rodzaju leczenia.